# Леклерк, Жюльен
Жозеф Луи Жюльен Леклерк (фр. Joseph Louis Julien Leclercq; 16 мая 1865, Армантьер — 31 октября 1901, Париж) — французский поэт, драматург и художественный критик; первый из критиков, положительно оценивший работы Ван Гога.

## Биография
Родился в 1865 году в Армантьере. С апреля по сентябрь 1889 года, вместе со своим другом Альбером Орье, редактировал в Париже журнал «Le Moderniste Illustré». Всего вышло 23 номера журнала, которые, среди прочего, содержали рисунки Поля Гогена и первый положительный печатный отзыв на картины Винсента Ван Гога (за авторством Леклерка). В дальнейшем Леклерк и Орье сотрудничали в журнале «Mercure de France». В этом журнале в 1890 году был опубликован некролог Винсенту ван Гогу.
В 1898 году Леклерк вступил в брак с жившей в Париже финляндской пианисткой Фанни Флодин. В том же году Леклерк вместе с молодой женой отправился в Финляндию, где познакомился с её сестрой, скульптором Хильдой Флодин, и другими представителями богемы. После возвращения на родину, Леклерк опубликовал в парижских журналах ряд статей, посвящённых финскому искусству, и тем самым впервые привлёк к нему во Франции широкое общественное внимание.
В 1901 году Леклерк организовал в Париже первую персональную выставку работ Винсента ван Гога. Среди посетителей выставки был немецкий художественный критик Пауль Кассирер, который высоко оценил работы Винсента и вскоре организовал такую же выставку в Берлине. Сам Леклерк владел 11 картинами Винсента ван Гога, в том числе картиной «Звёздная ночь», которую он в дальнейшем обменял у художника Эмиля Шуффенекера на другую картину Ван Гога — «Куст», а ту, в свою очередь, в дальнейшем продал русскому купцу С. И. Щукину. Шуффенекер, со своей стороны, написал портрет Леклерка с женой. Другой портрет Леклерка был создан финским художником Альбертом Эдельфельтом.
Леклерк также был автором нескольких опубликованных произведений, включая пьесу «La Vie sensible» и сборник стихов «Strophes d’amants» («Любовные строфы»), но особой известности на почве поэзии и драматургии не достиг.
Отличался богемным образом жизни и характером, был завсегдатаем парижских кабаре, по слухам, как минимум один раз дрался на дуэли (на шпагах; его секундантами были Жюль Ренар и Поль Гоген).
Скончался Леклерк в 1901 году в Париже.

## Галерея
- Худ. Альберт Эдельфельт. Портрет Жюльена Леклерка.
- Худ. Эмиль Шуффенекер. Портрет поэта Жюльена Леклерка и его супруги Фанни Флодин (ок. 1898), Художественный музей Герберта Ф. Джонсона, Итака, штат Нью-Йорк.